# Pyrrhia depurpurata
Pyrrhia depurpurata är en fjärilsart som beskrevs av Barend J. Lempke 1966. Pyrrhia depurpurata ingår i släktet Pyrrhia och familjen nattflyn. Inga underarter finns listade.